# 羽後交通雄勝線
雄勝線（おがちせん）は、秋田県湯沢市の湯沢駅と同県雄勝郡羽後町の梺駅を結んでいた羽後交通の電気鉄道路線である。
近在の林産、農産物を県内外に運ぶ目的で雄勝鉄道（おがちてつどう）として建設された。1928年（昭和3年）の開業以来、苦しい経営が強いられ、電気代が支払えず送電が止められたこともあったが、住民の強い要望により西馬音内駅 - 梺駅間が延伸開業された。モーターリゼーションなどによる営業成績悪化に伴い、1967年（昭和42年）の部分廃止、1971年（昭和46年）の内燃動力化（電気運転廃止）を経て、1973年（昭和48年）に全線廃止となった。電気運転時代は最後まで集電装置にトロリーポールを使用していた。
なお、雄勝線は矢島（現・由利本荘市矢島町）まで延伸する構想があったが、具体化することはなかった。

## 路線データ
- 路線距離（営業キロ）：11.7km
- 軌間：1067mm
- 駅数：8駅（起終点駅含む）
- 複線区間：なし（全線単線）
- 電化区間：全線（直流600V。但し、1971年から電気運転廃止、非電化に変更）
  - 湯沢変電所、回転変流器（交流側445/152V直流側600V）直流側の出力150KW、常用1、予備1、製造所三菱電機[1]

## 歴史
- 1924年（大正13年）8月16日：鉄道免許状下付（雄勝郡湯沢町 - 同郡西馬音内町）[2]。
- 1925年（大正14年）11月29日：雄勝鉄道株式会社設立[3]。
- 1928年（昭和3年）8月10日：湯沢駅 - 西馬音内駅間が開業[4]。
- 1934年（昭和9年）12月11日：鉄道免許状下付（雄勝郡西馬音内町-同郡元馬音内村間）[5]。
- 1935年（昭和10年）2月13日：西馬音内駅 - 梺駅間が延伸開業、全通[6]。
- 1943年（昭和18年）10月16日：戦時国策として、横荘鉄道・福島バス等15社と合併。
- 1944年（昭和19年）5月31日：羽後鉄道に社名変更。
- 1952年（昭和27年）2月15日：羽後交通に社名変更。
- 1967年（昭和42年）12月1日：西馬音内駅 - 梺駅間が廃止。
- 1971年（昭和46年）7月26日：同年7月20日に廃止された横荘線で使用されていた車両が雄勝線へ転入。同時に電化廃止、内燃動力化。
- 1973年（昭和48年）4月1日：湯沢駅 - 西馬音内駅間が廃止され、全線廃止。

## 駅一覧
湯沢駅 - 羽後山田駅（うごやまだ） - 貝沢駅（かいざわ） - 羽後三輪駅（うごみわ） - あぐりこ駅 - 西馬音内駅（にしもない） - 元西馬音内駅（もとにしもない） - 梺駅（ふもと）

## 接続路線
- 湯沢駅：奥羽本線

## 代替交通
- 羽後交通バス 西馬音内線：（湯沢営業所 - ）湯沢駅前 - 橋場（西馬音内） - 元西小学校前（梺）

## 保存車両ほか
- デハ3：羽後町の梺駅跡で静態保存
- ハフ11・13・14：愛知県犬山市の『博物館明治村』で動態保存。
- デハ5：湯沢市役所で静態保存されていたが、屋根が抜け落ちたために解体された。
- ユキ3：羽後町・浅井町内で車体（木造）が農業倉庫として再利用されていたが、腐朽して倒壊した[7]。

## その他
- 秋田県の鉄道事業者で電化路線は、他に小坂製錬小坂線や秋田中央交通線も存在したが、前者は1962年10月1日の762 mmから1,067 mmへの改軌時に電化を廃止し、内燃動力化、後者は1969年7月11日に廃線となっており、1971年7月の当線電化廃止時点で、県内から電化路線が消滅した。同年8月に奥羽本線 秋田駅 - 青森駅間が県内の国鉄線として初めて電化されたが、県内の国鉄線（→JR線）の電化はすべて交流20,000 V・50 Hzで行われたため、県内から直流電化路線も消滅したことになる。
- 秋田県内の国鉄およびその後身のJR東日本以外の鉄道事業者は、1973年の当線の廃止で旅客営業を伴うものでは同和鉱業が運営する花岡線と小坂線のみとなったが[注釈 1]、1985年10月1日に由利高原鉄道が、1986年11月1日に秋田内陸縦貫鉄道が開業して再び複数の事業者が旅客鉄道路線を運営することになった。